# Tenzompa
Tenzompa (Significado del huichol cómo: "Mujer Bonita"), es una comunidad al sur de la Municipio de Huejuquilla el Alto, Jalisco, tiene una población de 734 habitantes según el censo de México de 2020, se encuentra a 33 kilómetros (20,5 mi) de Huejuquilla el Alto y a 400 kilómetros (248,5 mi) de Guadalajara.
Tiene una población de Indígenas huicholes del 6.54%, el nombre de esta comunidad se debe al Río Tenzompa que la rodea mientras que al norte se encuentra rodeada por la cordillera homónima, parte de la Sierra Madre Occidental, actualmente se desconoce su año de fundación aunque se sabe que fue fundada antes de la llegada y por haber sido fundada en un cerro a 3 kilómetros (1,9 mi) de su ubicación actual debido a unas ruinas encontradas.

## Demografía

### Población
Hemos recopilado datos de número de habitantes de Tenzompa por edad y sexo, para mostrarte la siguiente pirámide poblacional de la localidad, del año 2005. Puedes comprobar cómo se distribuyen los porcentajes de niños y adultos, además de mujeres y hombres. Con estos datos se puede analizar la estructura demográfica, y saber si en Tenzompa hay un relevo generacional.